# 유로트립
유로트립(EuroTrip)은 미국에서 2004년에 개봉한 코미디 장르의 영화이다.
감독은 제프 샤퍼이며, 이 영화는 주인공이 이메일로 펜팔을 하던 독일 친구가 남자가 아닌 여자임을 알게 되자, 세 명의 친구들과 함께 그녀를 찾아 유럽 여행에 나서면서 벌어지는 에피소드들을 담은 내용이다.

## 출연

### 주연
- 스콧 메크로위즈
- 제이콥 피츠
- 미셸 트라첸버그
- 트라비스 웨스터
- 비니 존스
- 루시 로리스

### 조연
- 제시카 보어스
- 패트릭 말라하이드
- 패트릭 라폴드
- 다이드리흐 바더
- 야쿱 코하크

## 기타
- 협력프로듀서: 데이비드 민코브스키
- 협력프로듀서: 매튜 스틸먼
- 미술: 알란 스타스키
- 의상: 줄리아 캐스턴
- 배역: 멕 리버만
- 배역: 넬리아 모라고